# Річард Тенді
Річард  Тенді (англ. Richard Tandy; 26 березня 1948, Бірмінгем — 1 березня 2024) — англійський музикант, клавішник, а загалом мультиінструменталіст. Учасник групи «Electric Light Orchestra». Давній друг Джеффа Лінна — лідера «ELO».

## Життєпис
Навчався в одній школі з Бівом Бівеном, згодом відомим барабанником. Грав на клавесині під час запису першого хіта групи «The Move», імовірно, на запрошення Бівана. Згодом вступає до складу ELO, де й грає аж до розпаду. Також акомпанує Лінну в його сольних роботах: саундтреку до фільму «Електричні мрії» (1984 р.) та альбомі «Armchair Theatre» (1990 р.), Дейву Едмундсу в альбомі «Information» (1983 р.). Відразу після розпаду групи створює тріо з барабанником Д. Морганом і басистом М. Смітом.
Брав участь у короткочасному відродженні ELO Джеффом Лінном у 2000—2001 роках.
Тенді належать назви низки альбомів ELO, зокрема й мультиплатиновий «Discovery».

## Особисте життя
Першим шлюбом Тенді була Керол «Кукі», подруга Клео Одзер, але шлюб закінчився розлученням. Був одружений вдруге на жінці на ім'я Шейлі. Проживав в Уельсі.